# Ithone wilsoni
Ithone wilsoni är en insektsart som beskrevs av Edgar F. Riek 1974. Ithone wilsoni ingår i släktet Ithone och familjen Ithonidae. Inga underarter finns listade i Catalogue of Life.